# Andrzej Rojek
Andrzej Rojek (ur. 1955, zm. 7 stycznia 2016 w Olsztynie) – polski muzyk, wokalista i artysta kabaretowy.

## Życiorys
Był bratem innego muzyka i piosenkarza Zbigniewa Rojka. W 1982 roku był współzałożycielem kabaretu muzycznego Kaczki z Nowej Paczki z którym w 1984 roku otrzymał II nagrodę w konkursie piosenki kabaretowej na XXI Krajowym Festiwal Piosenki Polskiej w Opolu. Od 2005 roku mieszkał w Chicago, gdzie działał w ramach amerykańskiej Polonii. Na emigracji współpracował między innymi z kabaretem Bocian oraz zespołem The Reason. Zmarł 7 stycznia 2016 roku w Wojewódzkim Szpitalu Specjalistycznym w Olsztynie. Przyczyną śmierci była niewydolność serca.. Został pochowany na cmentarzu komunalnym w Olsztynie.